# Eucyclops semiserratus
Eucyclops semiserratus – gatunek widłonoga z rodziny Cyclopidae. Opisał go w 1909 roku norweski hydrobiolog Georg Ossian Sars, nadając mu nazwę Cyclops semiserratus.